# Grumman

logo của Grumman Aircraft Engineering Corporation

Grumman Aircraft Engineering Corporation sau này đổi tên thành Grumman Aerospace Corporation, chủ yếu sản xuất máy bay cho quân đội và các công ty hàng không của thế kỷ 20. Được sáng lập năm 1929 bởi Leroy Grumman và Jake Swirbul, tồn tại độc lập đến năm 1994 sau đó liên kết với Northrop Corporation thành Northrop Grumman.

## Lịch sử
Leroy Grumman và những người khác làm việc cho Loening Aircraft Engineering Corporation vào những 1920, những khi hãng này bị mua lại bởi Keystone Aircraft Corporation và chuyển cơ sở từ thành phố New York đến Pennsylvania, Grumman và những cộng sự (Edmund Ward Poor, William Schwendler, Jake Swirbul và Clint Towl) đã khởi đầu công ty riêng của họ tại xí nghiệp cũ Cox-Klemin Aircraft Corporation ở Baldwin, Long Island, NY.
Công ty đăng ký hoạt động vào 5-12-1929, mở cửa hoạt động vào 2-1-1930. Công ty hăm hở theo đuổi hợp đồng với hải quân Hoa Kỳ bằng hợp đồng hệ thống ống nhôm hàn cho một số kết cấu. Grumman thiết kế máy bay có thể co bộ phận càng đầu tiên cho hải quân, và nó đã mở đường cho Grumman vào thị trường hàng không. Chiếc máy bay đầu tiên được sản xuất cho hải quân mang tên Grumman FF-1, máy bay 2 tầng cánh với bộ phận co càng vào trong. Chiếc máy bay đã kéo theo một số thiết kế thành công khác. Khi công ty phát triển, nó đã di chuyển đến Thung lũng Stream, New York, tiếp theo là chuyển đến Farmingdale, New York và cuối cùng là Bethpage,Long Island, New York. Trong suốt thời kỳ chiến tranh lạnh Grumman chỉ có một xưởng sản xuất lớn ở Long Island. Các sản phẩm của Grumman được sản xuất quy trình chắc chắn và nghiêm ngặt, công ty đã được gán cho cái tên "Grumman Iron Works".
Trong Chiến tranh thế giới thứ 2, Grumman nổi tiếng với máy bay chiến đấu hải quân F4F Wildcat F6F Hellcat, và máy bay thả bom ngư lôi TBF Avenger. Máy bay phản lực đầu tiên của Grumman F9F Panther, hoạt động vào năm 1949, nhưng công ty chỉ thành công sau chiến tranh vào những năm 1960 với A-6 Intruder và trong những năm 1970 với F-14 Tomcat.
Hơn nữa Grumman còn là chủ thầu chính trong kế hoạch sản xuất modun cho cuộc chinh phục Mặt Trăng của con người. Họ nhận hợp đồng vào 7-11-1962, sau đó 13 modun Mặt Trăng đã được sản xuất (LMs). Đến khi chương trình Apollo gần kết thúc, Grumman trở thành một trong những đối thủ cạnh tranh chính trong kế hoạch thiết kế và sản xuất tàu con thoi không gian, nhưng họ đã thua Rockwell International.
Trong lúc ấy, vào năm 1969, công ty đổi tên thành Grumman Aerospace Corporation, năm 1978 họ đã bán công ty con Grumman-American Division cho Gulfstream Aerospace. Khi chiến tranh lạnh kết thúc vào những năm 1990 và sự cắt giảm chi tiêu cho quốc phòng thì ngân sách dành cho công ty nghiên cứu không gian cũng bị co hẹp lại, vào năm 1994 Grumman hợp nhất với Northrop thành Northrop Grumman.

## Các dòng máy bay của Grumman
- Dòng Cat:
  - F4F Wildcat
  - F6F Hellcat
  - F7F Tigercat
  - F8F Bearcat
  - F9F Panther
  - F9F Cougar
  - XF10F Jaguar
  - F11F Tiger
  - F-14 Tomcat

F-14A Tomcat

Một chiếc A-6E đang thực hiện nhiệm vụ ở Tây Ban Nha

TBT Avenger

E-2 Hawkeye

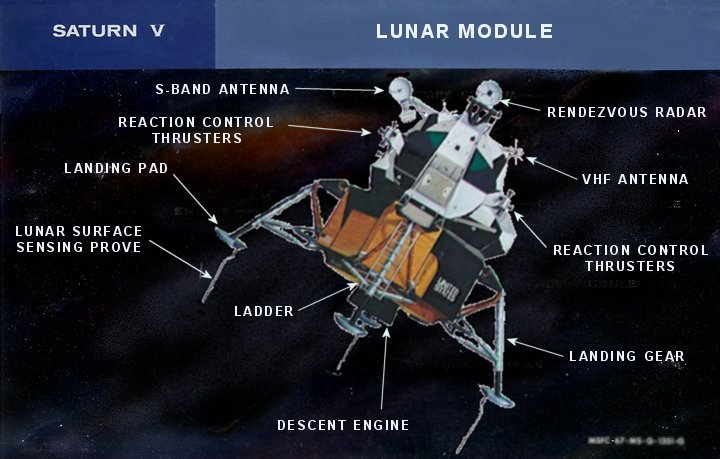
Modun tàu không gian Apollo thám hiểm Mặt Trăng

- Máy bay chiến đấu Fighter aircraft:
  - Grumman FF
  - Grumman F2F
  - Grumman F3F
  - XF5F Skyrocket
- Tấn công:
  - AF Guardian
  - A-6 Intruder
- Ném bom:
  - TBF Avenger
- Thủy phi cơ:
  - JF Duck
  - J2F Duck
  - Grumman G-21 "Goose" some modified as Super or Turbo Goose
  - Grumman G-44 "Widgeon"
  - Grumman HU-16 (Coast Guard UF-1/UF-2, Navy U-16, Civilian G-111) "Albatross"
  - Grumman G-73 "Mallard"
- Các loại khác:
  - C-1 Trader
  - E-1 Tracer
  - S-2 Tracker
  - E-2 Hawkeye
  - C-2 Greyhound
  - OV-1 Mohawk
  - EA-6B Prowler
  - Grumman X-29A
- Không gian: 
  - Apollo Lunar Module
- Dân dụng: 
  - Grumman Gulfstream & 2
  - Grumman American AA-1 (1971-76)
  - Grumman American AA-1B Trainer (1971-76)
  - Grumman American AA-5 Traveler (1972-75)
  - Grumman American AA-5A Cheetah (1976-79)
  - Grumman American AA-5B Tiger (1975-79)